# Janusz-A.-Zajdel-Preis
Der Janusz-A.-Zajdel-Preis (polnisch Nagroda im. Janusza A. Zajdla) ist ein polnischer Literaturpreis, mit dem die Literatur der Gattung Science-Fiction geehrt wird. Er gilt als der prestigeträchtigste SF-Literaturpreis des Landes.

## Geschichte
Der Preis wird seit 1984 vergeben, zuerst unter dem Namen Sfinks. Der erste Preisträger wurde Janusz A. Zajdel, der ihn für den SF-Roman Paradyzja bekam. Nachdem der Schriftsteller am 19. Juli 1985 starb, wurde der Preis nach ihm benannt. Meistens wird er von der Zajdels Witwe, Jadwiga Zajdel, ausgehändigt.
Die in Polen bekannte SF-Zeitschrift Nowa Fantastyka, die Tageszeitung Życie sowie einige Verlage wie Agencja Wydawnicza RUNA, Niezależna Oficyna Wydawnicza NOWA, Wydawnictwo MAG und Wydawnictwo Zysk i S-ka übernahmen die Schirmherrschaft über den Preis. Seit etwa 1998 wird er immer häufiger in den Massenmedien des Landes erwähnt.

## Vergabe
Über die Vergabe entscheidet eine Abstimmung während der jährlichen Versammlung der SF-Fans Polcon. Es werden 5 Werke nominiert, das Werk mit den meisten Stimmen gewinnt den Preis. Falls die Option keine Vergabe die meisten Stimmen bekommt, wird der Preis im jeweiligen Jahr nicht vergeben. An jeder Abstimmung nehmen ca. 150 bis 200 Personen teil.
Im Jahr 1992 wurden zwei Kategorien eingeführt:
- Roman – über 100 standardisierte Seiten mit je 1.800 Zeichen,
- Novelle – bis zu 100 Seiten.

In den Jahren 2003 und 2004 kritisierten die Schriftsteller Marek Oramus, Tomasz Pacyński und Konrad T. Lewandowski sowie der Redakteur der SF-Zeitschrift Science Fiction Robert J. Szmidt die Abstimmungsmodalitäten. Marek Oramus warf in einem Interview im Jahr 2003 vor, die persönlichen Beziehungen würden genauso bei der Auswahl der nominierten Werke wie auch beim Abstimmungsverhalten der Wahlberechtigten eine große Rolle spielen.

## Preisträger

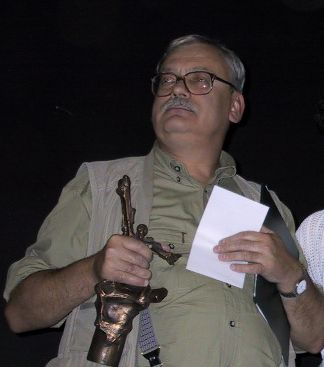
Andrzej Sapkowski nimmt den Janusz-A.-Zajdel-Preis entgegen

- 1984 – Janusz A. Zajdel für den Roman Paradyzja
- 1985 – Marek Baraniecki für den Roman Głowa Kasandry
- 1986 – keine Vergabe
- 1987 – keine Vergabe
- 1988 – Edmund Wnuk-Lipiński für den Roman Rozpad połowiczny
- 1989 – keine Vergabe
- 1990 – Andrzej Sapkowski für die Novelle Mniejsze zło
- 1991 – Marek S. Huberath für die Novelle Kara większa
- 1992 (seit diesem Jahr werden zwei Preise in den Kategorien Roman und Novelle verliehen)
  - Feliks W. Kres für den Roman Król Bezmiarów
  - Andrzej Sapkowski für die Novelle Miecz przeznaczenia
- 1993
  - in der Kategorie Roman keine Vergabe
  - Andrzej Sapkowski für die Novelle W leju po bombie
- 1994
  - Andrzej Sapkowski für den Roman Krew elfów
  - Ewa Białołęcka für die Novelle Tkacz Iluzji
- 1995
  - Rafał A. Ziemkiewicz für den Roman Pieprzony los kataryniarza
  - Konrad T. Lewandowski für die Novelle Noteka 2015
- 1996
  - Tomasz Kołodziejczak für den Roman Kolory sztandarów
  - Rafał A. Ziemkiewicz für die Novelle Śpiąca królewna
- 1997

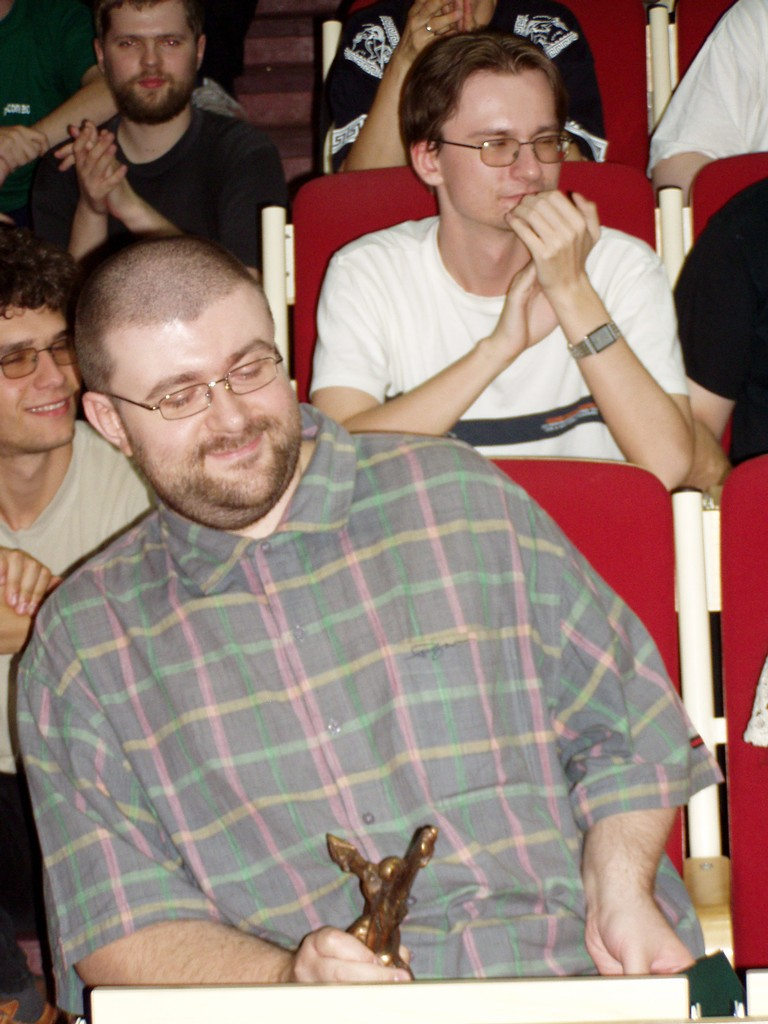
Jacek Dukaj mit dem Janusz-A.-Zajdel-Preis

  - Marek S. Huberath für den Roman Druga podobizna w alabastrze
  - Ewa Białołęcka für die Novelle Błękit Maga
- 1998
  - Rafał A. Ziemkiewicz für den Roman Walc Stulecia
  - Anna Brzezińska für die Novelle A kochał ją, że strach

- 1999
  - Marek S. Huberath für den Roman Gniazdo światów
  - Antonina Liedtke für die Novelle CyberJoly Drim
- 2000
  - Anna Brzezińska für den Roman Żmijowa harfa
  - Jacek Dukaj für die Novelle Katedra
- 2001
  - Jacek Dukaj für den Roman Czarne oceany
  - Andrzej Ziemiański für die Novelle Autobahn nach Poznań
- 2002
  - Andrzej Sapkowski für den Roman Narrenturm
  - Andrzej Pilipiuk für die Novelle Kuzynki
- 2003
  - Jacek Dukaj für den Roman Inne pieśni
  - Andrzej Ziemiański für die Novelle Zapach szkła
- 2004
  - Jacek Dukaj für den Roman Perfekcyjna niedoskonałość
  - Anna Brzezińska für die Novelle Wody głębokie jak niebo
- 2005
  - Jarosław Grzędowicz für den Roman Pan Lodowego Ogrodu
  - Jarosław Grzędowicz für die Novelle Wilcza zamieć
- 2006
  - Jarosław Grzędowicz für den Roman Popiół i kurz
  - Maja Lidia Kossakowska für die Novelle Smok tańczy dla Chung Fonga
- 2007
  - Jacek Dukaj für den Roman Lód
  - Wit Szostak für die Novelle Miasto grobów. Uwertura
- 2008
  - Rafał Kosik für den Roman Kameleon
  - Anna Kańtoch für die Novelle Światy Dantego
- 2009
  - Anna Kańtoch für den Roman Przedksiężycowi, tom 1
  - Robert M. Wegner für die Novelle Wszyscy jesteśmy Meekhańczykami
- 2010
  - Jacek Dukaj für den Roman Król Bólu i pasikonik
  - Anna Kańtoch für die Novelle Duchy w maszynach
- 2011
  - Maja Lidia Kossakowska für den Roman Grillbar Galaktyka
  - Jakub Ćwiek für die Novelle Bajka o trybach i powrotach
- 2012
  - Robert M. Wegner für den Roman Niebo ze stali
  - Robert M. Wegner für die Novelle Jeszcze jeden bohater
- 2013
  - Krzysztof Piskorski für den Roman Cienioryt
  - Anna Kańtoch für die Novelle Człowiek nieciągły
- 2014
  - Michał Cholewa für den Roman Forta
  - Anna Kańtoch für die Novelle Sztuka porozumienia
- 2015
  - Robert M. Wegner für den Roman Pamięć wszystkich słów
  - Robert M. Wegner für die Novelle Milczenie owcy
- 2016
  - Krzysztof Piskorski für den Roman Czterdzieści i cztery
  - Łukasz Orbitowski und Michał Cetnarowski für die Novelle Wywiad z Borutą
- 2017
  - Rafał Kosik für den Roman Różaniec
  - Marta Kisiel für die Novelle Szaławiła
- 2018
  - Robert M. Wegner für den Roman Każde martwe marzenie
  - Marta Kisiel für die Novelle Pierwsze słowo